# Louis Grivart
Louis Grivart  né à Rennes (Ille-et-Vilaine) le 30 juillet 1829, décédé dans la même ville le 3 août 1901, docteur en droit, professeur à la faculté de Rennes puis bâtonnier et homme politique français. 

## Biographie
Louis René Joachim Grivart est le fils d'un avocat à la Cour de Rennes. 
Docteur en droit, avocat à Rennes en 1850, il enseigne à la faculté de droit de Rennes de 1853 à 1857. Il est bâtonnier en 1866 et 1867. 
Il est élu député en 1871, il est secrétaire de la Chambre entre février 1873 et mai 1874 et siège à droite, votant contre Thiers. Il est attaché au parti orléaniste, proche du duc de Broglie et fut ministre de l'Agriculture et du Commerce sous le gouvernement Ernest Courtot de Cissey du 23 mai 1874 au 9 mars 1875, date de sa démission.
Élu sénateur en 1876, il siège à droite. Il est battu en 1879. Il retrouve un siège de sénateur en 1893, lors d'une élection partielle et le conserve jusqu'à sa mort en 1901.
En 1877, il devient gouverneur du Crédit foncier de France.
Il meurt en pleine rue en août 1901 à Rennes.

### Sources
- « Louis Grivart », dans Adolphe Robert et Gaston Cougny, Dictionnaire des parlementaires français, Edgar Bourloton, 1889-1891 [détail de l’édition]
- « Louis Grivart », dans le Dictionnaire des parlementaires français (1889-1940), sous la direction de Jean Jolly, PUF, 1960 [détail de l’édition]